# 윤승원 (배우)
윤승원(본명: 윤승국, 1958년 5월 29일 ~ )은 대한민국의 배우이며 광고 모델로도 활동하였다.

## 학력
- 동도공고 졸업 (1976년)
- 서울예술전문학교 연극학과 전문학사

## 경력
- 1976년 뮤지컬 배우 데뷔.
- 1977년 연극배우 데뷔.
- 1978년 영화 《관세음보살》로 영화배우 데뷔
- 1982년 KBS 한국방송공사 9기 공채 탤런트로 정식 데뷔
- 2010년 10월 관동별곡 8백리 홍보대사 위촉
- 극단 동랑연극앙상블 대표

## 수상
- 제21회 동아연극상
- 1988년 KBS 연기대상 남자부문 신인상 ("토지")

## 출연작

### 연극
- 1977년 《햄릿》 ... 햄릿 왕자 역(주인공)

### 영화
- 1986년 《J에게》 ... 준 역
- 1989년 《일본대부》 ... 강대산 역
- 1994년 《어린 연인》
- 2001년 《이것이 법이다》
- 2002년 《챔피언》 ... 동아프로모션 김현치 관장 역
- 2015년 《무뢰한》 ... 박종호 역

### 텔레비전 드라마
- 1983년 《금남의 집》
- 1983년 《개국》
- 1986년 《토지》 ... 길상 (KBS1)
- 1986년 《내마음 별과 같이》
- 1987년 《순애보》
- 1989년 《꽃피는 둥지》 (KBS2)
- 1990년 《불의 나라》
- 1991년 《물의 나라》
- 1992년 《오박사네 사람들》
- 1994년 《KBS 드라마게임 - 겨울의 끝》 ... 이천수 (KBS2)
- 1997년 《상사와 아내》 ... 특전사 제13공수특전여단 강병목 상사 (KBS2)
- 2002년 《MBC 베스트극장 - 올드 패션 러브송》 ... 한하기
- 2002년 《막상막하》 ... 연대장 (MBC)
- 2003년 《TV로 보는 원작동화 - 아빠에게 여자가 생겼어요》 ... 박선생 (EBS)
- 2003년 《무인시대》 ... 만적 (KBS1)
- 2004년 《물꽃마을 사람들》 (MBC)
- 2005년 《제5공화국》 ... 정호용 장군 (MBC)
- 2006년 《진짜 진짜 좋아해》 (MBC)
- 2006년 《서울 1945》 ... 정봉두 (KBS1)
- 2006년 《연개소문》 ... 장년 김유신 장군 (SBS)
- 2008년 《에덴의 동쪽》...목수 (MBC)
- 2009년 《청춘예찬》 ... 이승대 (KBS1)
- 2010년 《근초고왕》 ... 비류왕 (KBS1)
- 2011년 《공주의 남자》 ... 온녕군 (KBS2)
- 2011년 《광개토태왕》 ... 하무지 (KBS1)
- 2012년 《대왕의 꿈》 ... 당 태종 이세민(KBS1)
- 2014년 《조선 총잡이》 ... 흥선대원군 (KBS2) (특별출연)
- 2015년 《태양의 도시》 ... 소 회장 (MBC 드라마넷)
- 2018년 《대군 - 사랑을 그리다》 ... 김추 (TV조선)

### 라디오 프로그램
- 2015년 EBS FM 《EBS 책 읽는 라디오 낭독 시리즈》

### CF
- 1988년 삼성 한국형 전자렌지 (센서편)
- 1989년 삼성 한국형 전자렌지 (가위 바위 보편)
- 1989년 삼성 VTR 톱스타 (남자는 여자 하기 나름이에요편)
- 1989년 삼성 VTR 톱스타 (결혼식편)
- 1989년 장인가구
- 1989년 일양약품 생단액
- 1989년 현대자동차 프레스토
- 1991년 광동제약 광쌍탕 (feat 변희봉)
- 1992년 현대자동차 엑셀 (할머니와 닭편)
- 1992년 피자헛 (아빠 맛있어요편)
- 1993년 롯데삼강 야채믹스 100
- 1993년 하선정식품 칼국수 / 우동
- 1994년 농심 뚝배기 콩나물 해장국 (feat 이경심)
- 1994년 농심 비빔면 (feat 김윤정, 강현종)
- 1994년 농심 두부김치라면
- 1994년 농심 새우군

## 이모저모
- 탤런트 유동근과 고교-대학 동창이다.